# چشر (اورگن)
چشر (به انگلیسی: Cheshire) یک منطقهٔ مسکونی در ایالات متحده آمریکا است که در شهرستان لین، اورگن واقع شده‌است.